# Johannes Wagner (Theologe)
Johannes Wagner (* 5. Februar 1908 in Brohl; † 25. November 1999 in Trier) war ein deutscher römisch-katholischer Prälat, Theologe und Liturgiewissenschaftler. Er gehört zu den maßgeblichen Mitgestaltern der Liturgiereform nach dem Zweiten Vatikanischen Konzil.

## Leben
Wagner machte 1927 am Stiftsgymnasium Andernach das Abitur; zuvor war er dort dem katholischen Bund Neudeutschland beigetreten und hatte es zum Gauvorsitzenden des Mittelrheingau gebracht. In diesem Rahmen kam er in Kontakt mit den Schriften Romano Guardinis und der liturgischen Bewegung.
Unter diesem Einfluss studierte er im Anschluss Theologie und ließ sich am 30. Juli 1932 von Franz Rudolf Bornewasser in Trier zum Priester weihen. Von großem Einfluss während seines Studiums war sein Dogmatikprofessor Heinrich von Meurers. Es folgten Stationen als Kaplan in Saarbrücken und eine Tätigkeit als Direktor des Caritasverbandes in Saarbrücken. Von Meurers, der 1936 Generalvikar in Trier geworden war, berief Wagner in diesem Jahr zum Diözesansekretär der Katholischen Aktion. Ferner betraute er ihn mit Arbeiten zur Reform des Trierer Rituales (Taufe, Begräbnis, Trauung).
Nach dem Krieg berief ihn die Deutsche Bischofskonferenz auf Vorschlag von Meurers zum Sekretär der Liturgischen Kommission der Bischofskonferenz. Das Amt übte er von 1946 bis 1975 aus. Aus dieser Tätigkeit heraus kam er zur Gründung des Liturgischen Instituts in Trier 1947, dessen Direktor Wagner 1950 wurde. Er organisierte unter anderem die Großgottesdienste unter freiem Himmel anlässlich der Ausstellung des Heiligen Rocks in Trier und initiierte mit dem Centre National de Pastoral Liturgique (CNPL) die sieben Internationalen Liturgischen Studientreffen in Paris; beim  Pastoralliturgischen Kongress von Assisi 1956 gehörte er zum vierköpfigen zentralen Organisationskomitee.
Ein weiterer wichtiger Schritt hin zu internationaler Bedeutung ergab sich schließlich mit Wagners Berufung in die Liturgiekommission zur Vorbereitung des Zweiten Vatikanischen Konzils 1960. Ab 1962 war er durch Ernennung Johannes’ XXIII. Konzilstheologe. Zur Umsetzung der Beschlüsse des Konzils wurde er 1964 Leiter („Relator“) des Coetus X – Ordo Missae innerhalb des Consiliums zur Ausführung der Liturgiereform. Ebenso war er bis 1975 Konsultor der Kongregation für den Gottesdienst und die Sakramentenordnung. Er hatte maßgeblichen Einfluss auf Koordination und Erstellung der neuen liturgischen Bücher nach dem 2. Vaticanum in Deutschland; diese tragen wesentlich die Handschrift Wagners. Bis 1986 war er Geschäftsführer der Ständigen Kommission für die Herausgabe der gemeinsamen liturgischen Bücher im deutschen Sprachgebiet.
Seit 1971 war Johannes Wagner Mitglied des Trierer Domkapitels; 1976 berief ihn Bischof Bernhard Stein zu dessen Dechanten.

## Auszeichnungen
- 1976: Großes Bundesverdienstkreuz
- 1983: Dr. theol. h. c. Innsbruck[1]
- 1986: Honorarprofessor La Paz[1]

## Werke
- Altchristliche Eucharistiefeier im kleinen Kreis, Dissertation Bonn 1949.
- Mein Weg zur Liturgiereform 1936–1986: Erinnerungen. Herder, Freiburg i. Br. 1993, ISBN 3-451-23046-1.